# .post
.post este un domeniu de internet de nivel superior, pentru serviciile poștale (GTLD).